# William Cecil (16e baron Ros)
Pour les articles homonymes, voir William Cecil.
William Cecil (mai 1590 - 27 juin 1618) est un pair anglais, dont le mariage peu judicieux avec Anne Lake entraîne un scandale majeur, qui dure des années après sa mort prématurée. Il a pour titre 16e baron Ros de Helmsley.

## Biographie
Il est né au château de Newark, dans le Nottinghamshire, fils unique de William Cecil (2e comte d'Exeter), et baptisé le 4 juin 1590. En 1591, il hérite de la baronnie de Ros de sa mère, Elizabeth Cecil, 15e baronne de Ros.
Le 13 février 1615/6, il épouse Ann Lake, fille de Sir Thomas Lake (en), le secrétaire d'État, et sa femme Mary Ryther, un mariage qui se termine bientôt par un divorce et une querelle amère entre les deux familles, causée en premier lieu par le refus de la famille Cecil de transférer des terres prétendument dues à Anne dans le cadre du règlement du mariage. Anne, sa mère et d'autres membres de la famille font des allégations sinistres et entièrement fausses contre Cecil. Cecil défie son beau-frère Sir Arthur Lake, généralement considéré comme le principal moteur de l'affaire, en duel, mais Arthur refuse le défi.
Les accusations, qui comprenaient l'adultère avec la jeune seconde épouse de son grand-père, Frances Brydges, sont si graves qu'il estime qu'il est plus sage de quitter le pays pendant un certain temps. Il est envoyé par le roi Jacques Ier en mission spéciale auprès de l'empereur du Saint-Empire. Finalement, une enquête approfondie conclut que toutes les accusations portées contre Cecil ont été fabriquées par la famille Lake, dont plusieurs sont sévèrement punies par la Chambre étoilée en conséquence. L'affaire n'est finalement résolue qu'en 1621, date à laquelle William est déjà mort.
Il est décédé à l'âge de 28 ans sans descendance. Comme son père et son grand-père lui ont tous deux survécu, le comté d'Exeter passe à son cousin germain David Cecil (3e comte d'Exeter). La baronnie de sa mère passe séparément à son héritier, Francis Manners (6e comte de Rutland). L'ex-femme de Cecil, Anne, se remarie avec George Rodney de Stoke Rodney, Somerset, et est décédée en 1630.